# アラシュ党
アラシュ党(カザフ語：Алаш Партиясы)は、1917年7月28日から1920年まで、カザフ地域に存在したアラシュ自治国のカザフ・キルギス民族主義政党。

## 概要
カザフ人とキルギス人による民族主義であるカザフ民族主義を掲げた社会政治的国家解放運動を目指す政党。1905年に勃発したロシア第一革命を皮切りに成立したカデット党のカザフ地方の派閥とされた。
1917年、二月革命後の7月28日に正式にアラシュ党として成立し、アラシュ自治国の指導政党としてアラシュを率いたが、その後のロシア内戦によるアラシュの荒廃とボリシェヴィキによる占領や圧力などにより、1920年に解党した。
その後、1930年代にはスターリン政権による元アラシュ党員への弾圧が始まり、その殆どが殺害、あるいは海外への亡命を余儀なくされた(アラシュ事件)。

## 党歴
1905年、ロシア帝国全土で民主主義革命であるロシア第一革命が勃発した。これによりロシアは立憲君主制国家となり、ロシア帝国議会下院(ドゥーマ)の成立や政党政治の発展など大きな変化があったが、それは中央アジアでも大きな事象となった。
ロシア帝国の植民地と化していたカザフ、キルギスでは民族主義運動が活発になり、度々現地警察と衝突を起こした。
そこで革命後、カデットのカザフ人党員であるアリハン・ヌルムハメドゥリ・ブケイハンらはカザフ民族主義系の派閥を形成し、独立運動を支援した。
形成直後は現状維持を図るカデット指導部からは疎まれ、対立状態であったものの、それらの関係が一気に好転したのは1917年であった。1917年、帝都ペトログラードの労働者や農民が蜂起。二月革命が起き、ロシア皇帝ニコライ二世が第一次世界大戦の責で退位した。これにより帝政が崩壊。新たにカデットがロシア共和国を成立させた。ロシア臨時政府は帝政の方針を一変させ、各地の民族国家から成り立つ連邦制の国家を目指した。この動きの中、7月21日から7月28日までオレンブルグにおいて、第一回全カザフ会議(全キルギス会議)が開かれた。これによりアラシュ党の結党宣言がなされ、正式にアラシュ党として成立した。同会議では以下の事項が採択された。
1. 新生ロシア共和国の議会連邦制の形態の支持
2. カザフ地方共和制に関する諸事項
3. カザフ人の土地管理に関する諸事項
4. 宗教に関する政府の立場
5. 現下におけるカザフ国家が抱える諸問題の整理

など14の主要事項、また女性の権利や選挙に関する規定も採択されるなど、当時のトルキスタンにおいては先進的な内容であった。

二月革命以降
11月22日に成立したウクライナ人民共和国もロシア臨時政府への支持を表明し、ついに12月5日、カザフ・キルギスでもアラシュ自治国の独立と臨時政府の支持が表明された。それと同時にアラシュ党の臨時的な指導的地位が確立し、党の政治的方針がそのまま実行される体制が形成された。
全ロシア制憲議会選挙前に発表された党針には、普通選挙権、国民比例代表、首相と立法下院(ドゥーマ)を持つ民主主義の形成、政教分離、言語の平等などが盛り込まれた。特に政教分離は当時のトルキスタンにおいても、イスラム教徒が多数を占めていたカザフにおいては異例であり、少なからず反発もあった。しかし民衆は概ねこの政策を支持し、制憲議会選では26万2404票もの得票を獲得、十月革命前夜ではロシア臨時政府の50の政党のうち、8位の党勢を誇った。
十月革命以降
10月25日、ボリシェヴィキは蜂起を開始し、十月革命が勃発。流れに乗って内戦へ発展した。その中でもアラシュ党は改革を進め、12月の第二回全アラシュ会議においてアラシュ共和国の成立が宣言された(共和制の成立であり自治国は存続)。また一時的にアラシュ暫定人民評議会が発足し、国名「アラシュ・オルダ」(Алаш Орда)が正式に承認された。その後、制憲議会によって新アラシュ共和国憲法の採択が予定されていた。しかし内戦の影響がアラシュにも出始めた。1918年、アラシュ全土が諸勢力の戦闘地域となり、白軍がアラシュを占領。それまで行われた改革は全て頓挫し、政府は白軍と同盟。ボリシェヴィキへの共同戦線を張る一方、党員の何人かは白軍の迫害にあった。アラシュの国民は必死に独立を保とうと努力を図った。ある者は政府の存続を図り、白軍やボリシェヴィキと戦闘を行ったものもいた。結果、白軍はアラシュからの撤退を始めた。しかし今度はボリシェヴィキがアラシュ全土を占領。ボリシェヴィキは表面的には第三勢力であるアラシュとの交渉によるトルキスタンの問題解決を図ったが、しかしもはやボリシェヴィキから見て、アラシュの存在は邪魔でしかなく、裏では着々と共産党員による併合工作やアラシュ党員への圧力が行われた。1920年、アラシュは自然的に崩壊。アラシュ全土はほぼ全てキルギス自治社会主義ソビエト共和国、南部はトルキスタン自治ソビエト社会主義共和国に分割併合された。アラシュ党も解党せざるを得ず、同年に同党は完全消滅した。